# Ana Porgras

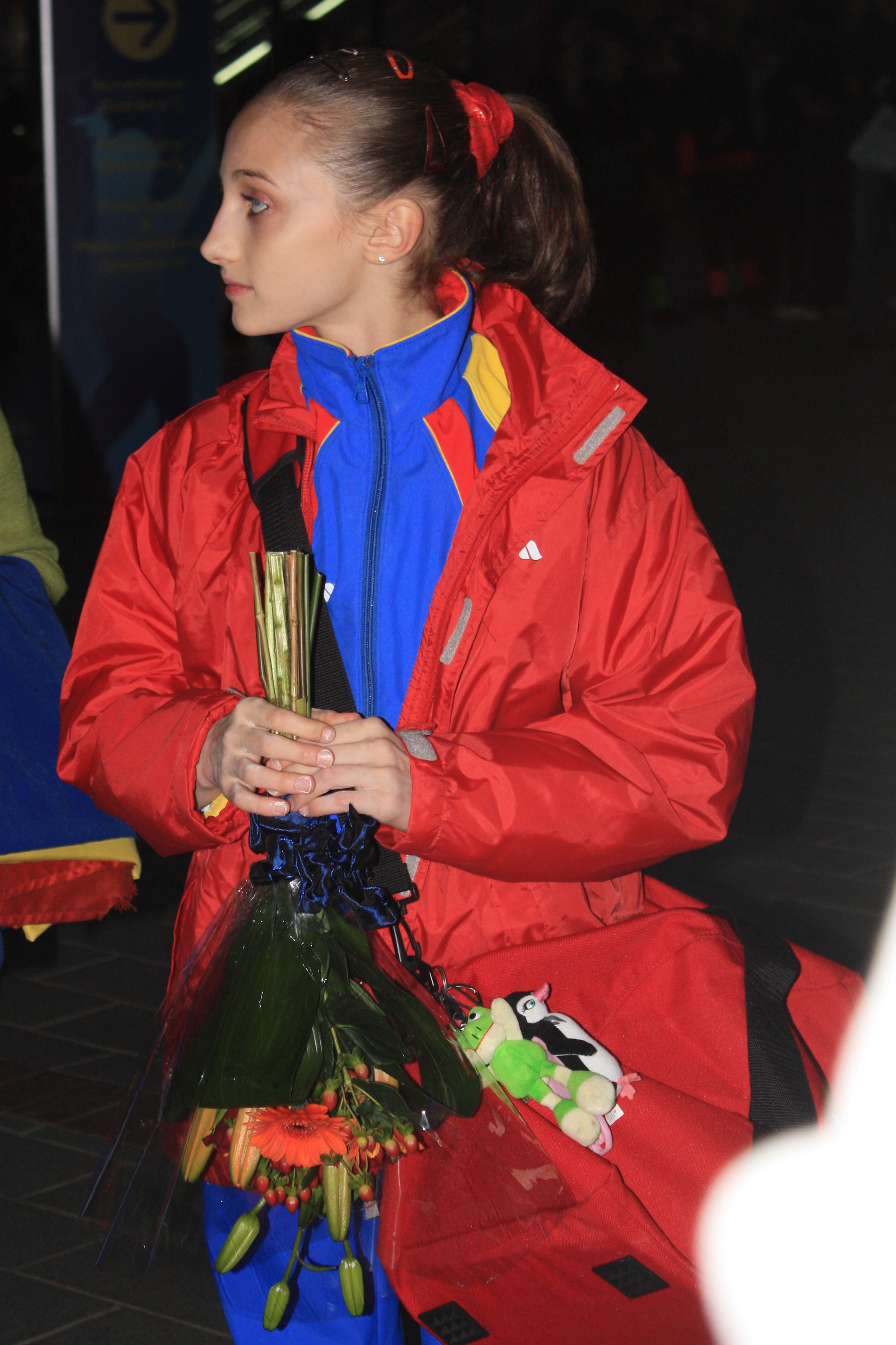
Ana Porgras

Ana Porgras (* 18. Dezember 1993 in Galați, Kreis Galați) ist eine ehemalige rumänische Kunstturnerin.
Porgras begann mit dem Turnen in ihrer Heimatstadt Galați, wo sie von Paul Gâlea (1951–2013) trainiert wurde. Als Kind zog sie mit ihrer Mutter und ihrer Schwester nach Bârlad. Ihren Trainingsschwerpunkt verlagerte sie zunächst zur rumänischen Nationalmannschaft der Juniorinnen nach Onești, während sie auf Vereinsebene für den LPS CSS Buzău antrat.
Im April 2008 wurde Ana Porgras in Clermont-Ferrand Europameisterin der Juniorinnen am Schwebebalken. 2009 und 2010 konnte sie die rumänischen Landesmeistertitel im Einzelmehrkampf und am Schwebebalken gewinnen, während sie am Boden jeweils Dritte wurde. Sie gewann 2009 bei den Romanian International Tournament 2009 am Schwebebalken die Goldmedaille und bei den Turn-Weltmeisterschaften 2009 in London die Bronzemedaille am Stufenbarren. Im selben Jahr belegte sie beim DTB-Pokal in Stuttgart am Schwebebalken den ersten Platz. Bei den Turn-Europameisterschaften 2010 in Birmingham gewann sie mit der Mannschaft Bronze. Im Oktober 2010 holte Porgras bei den Turn-Weltmeisterschaften den Titel am Schwebebalken.
Nach mehreren Verletzungen und Operationen beendete Ana Porgras ihre sportliche Karriere im Januar 2012 und kehrte anschließend nach Bârlad zurück, um dort ihren Schulabschluss anzustreben.